# Saint-Amand (Manche)
Saint-Amand ist eine Commune déléguée in der französischen Gemeinde Saint-Amand-Villages mit 2.311 Einwohnern (Stand: 1. Januar 2022) im Département Manche in der Region Normandie. Die Einwohner werden Saint-Amandais genannt.

## Geographie
Saint-Amand liegt etwa zwölf Kilometer südöstlich von Saint-Lô am Fluss Vire. Umgeben wird Saint-Amand von den Ortschaften Précorbin im Norden, Lamberville im Nordosten, Le Perron im Osten und Nordosten, Placy-Montaigu im Südosten, Guilberville im Süden, Giéville im Südwesten, Torigni-sur-Vire in der Commune nouvelle Torigny-les-Villes und Condé-sur-Vire im Westen sowie Saint-Jean-d’Elle mit Saint-Jean-des-Baisants im Nordwesten.

## Geschichte
Die Gemeinde wurde 1973 mit den bis dahin eigenständigen Kommunen La Chapelle-du-Fest und Saint-Symphorien-les-Buttes fusioniert. Am 1. Januar 2017 erfolgte der Zusammenschluss von Saint-Amand und Placy-Montaigu zur neuen Gemeinde Saint-Amand-Villages. Sie gehörte zum Arrondissement Saint-Lô und zum Kanton Condé-sur-Vire (bis 2015: Kanton Torigni-sur-Vire).

## Bevölkerungsentwicklung
| 1962 | 1968 | 1975 | 1982 | 1990 | 1999 | 2006 | 2011 |
| ---- | ---- | ---- | ---- | ---- | ---- | ---- | ---- |
| 1031 | 1083 | 1247 | 1535 | 1805 | 2003 | 2164 | 2329 |

## Sehenswürdigkeiten
- Kirche Saint-Symphorien-les-Buttes aus dem 11. Jahrhundert, Monument historique
- Kirche Saint-Amand aus dem 12. Jahrhundert, Kruzifix aus dem 14. Jahrhundert (Monument historique)
- Kirche La Chapelle-du-Fest
- Schloss Les Branches aus dem 19. Jahrhundert
- Herrenhaus La Haute Chèvre aus dem 18. Jahrhundert
- Herrenhaus Le Butel aus dem 16. Jahrhundert
- Herrenhaus Le Bois aus dem 19. Jahrhundert

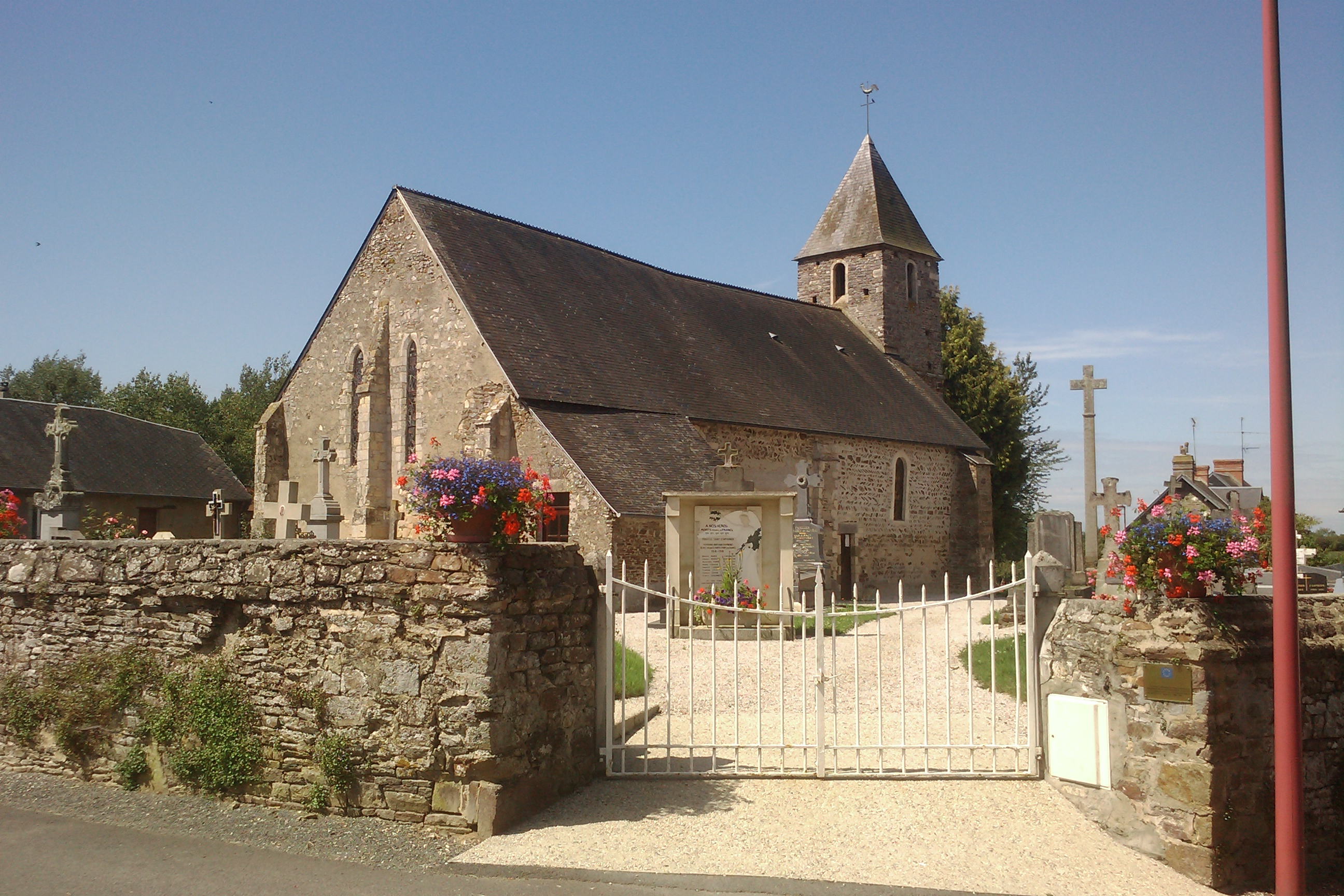
Kirche Saint-Symphorien
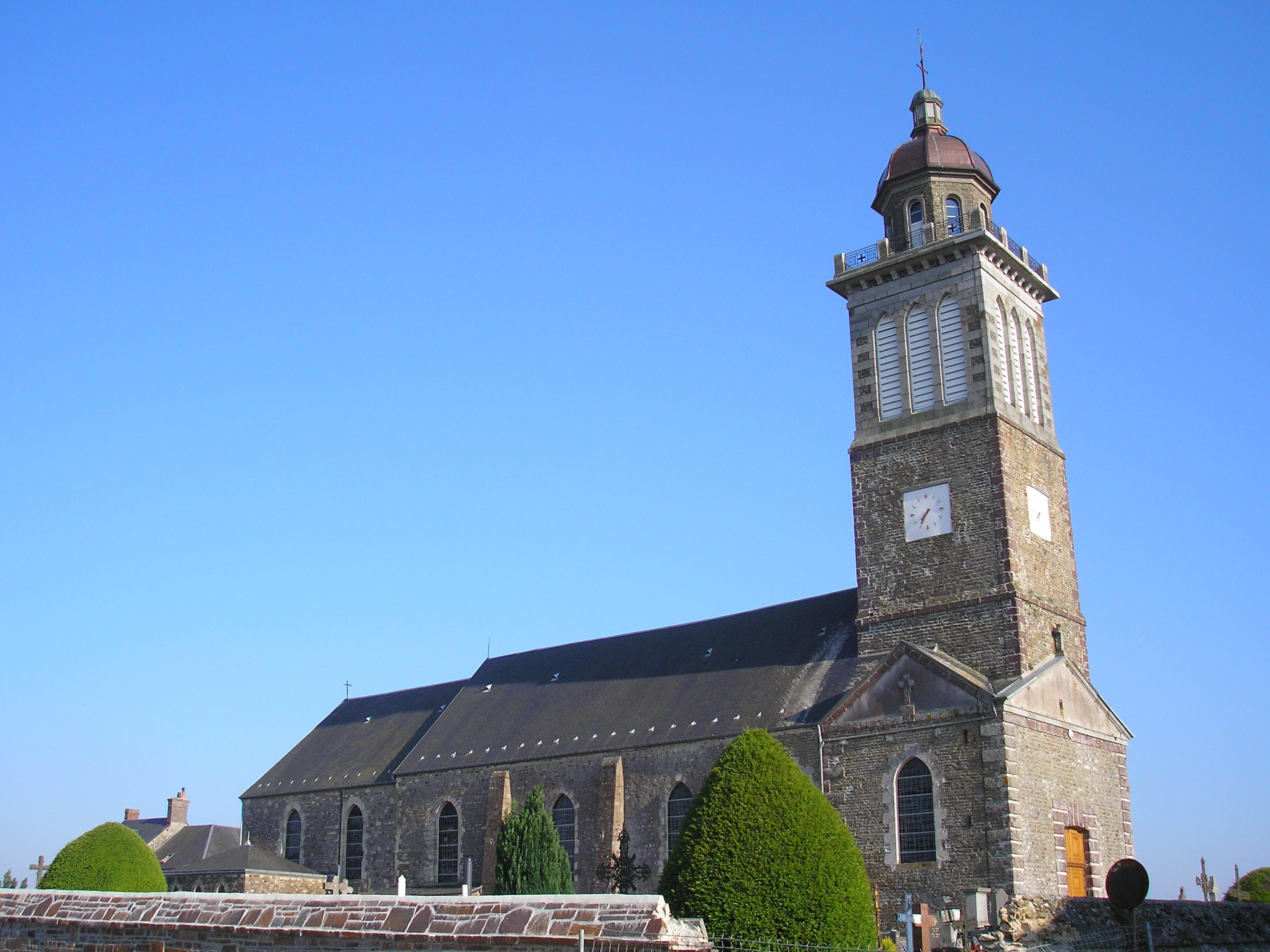
Kirche Saint-Amand
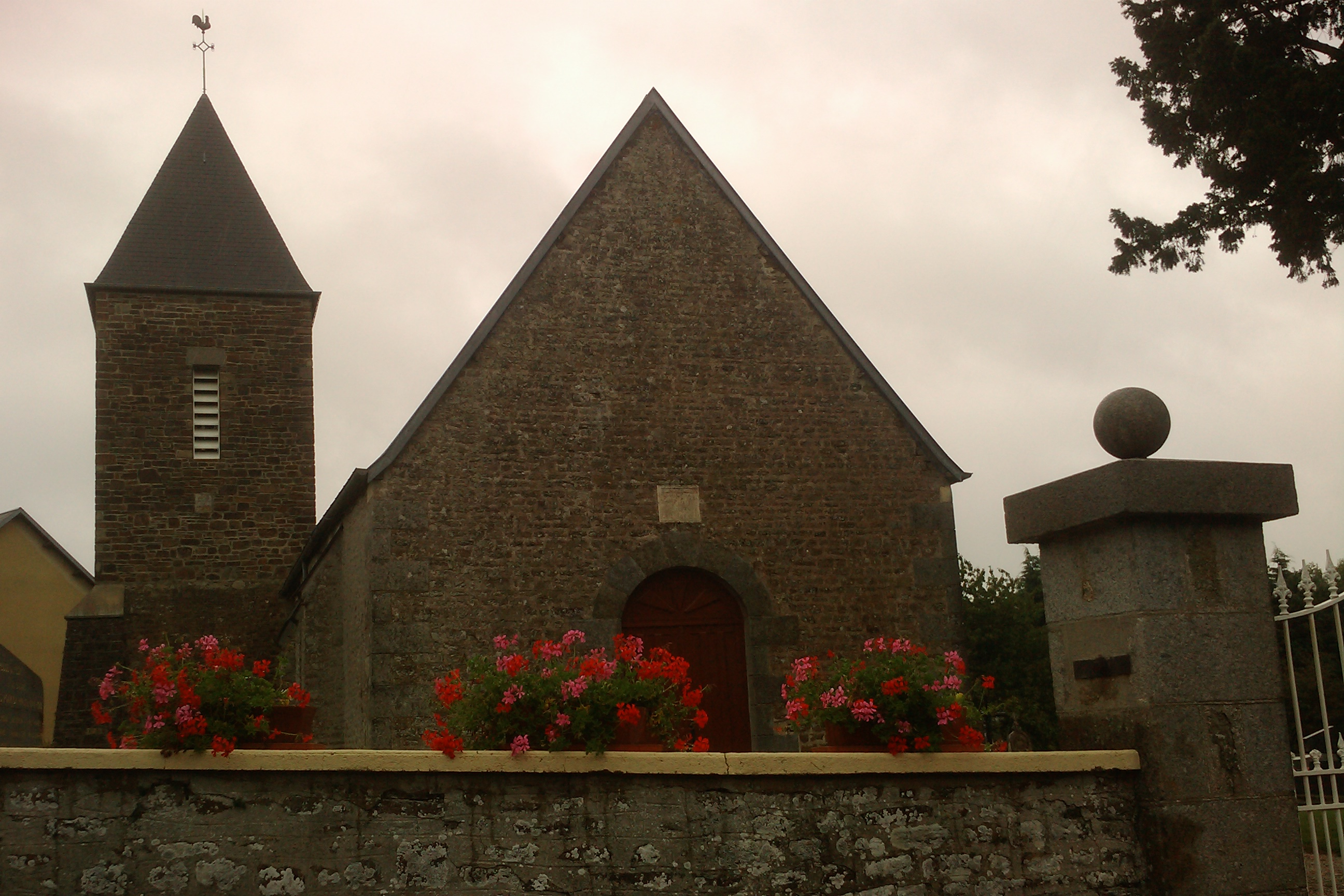
Kirche La Chapelle-du-Fest

## Gemeindepartnerschaft
Mit der britischen Gemeinde Bordon in Hampshire (England) besteht eine Partnerschaft.

## Persönlichkeiten
- Jean de Brébeuf (1593–1649), Jesuit und Missionar in Neufrankreich (nördliche USA und Kanada)